# Oskar Scheibe
Emil Oskar Scheibe (* 12. Mai 1848 in Kemberg, Provinz Sachsen; † 2. August 1924) war ein deutscher Sanitätsoffizier und Hochschullehrer.

## Leben
Scheibe studierte ab dem 20. Oktober 1869 am Medicinisch-chirurgischen Friedrich-Wilhelms-Institut Medizin. Wie Albert Köhler und Georg Gaffky schloss er sich 1869 dem Pépinière-Corps Franconia an. Im Jahr darauf nahm er am Deutsch-Französischen Krieg teil. Am 23. Dezember 1873 wurde er an der Friedrich-Wilhelms-Universität zu Berlin zum Dr. med. promoviert. Er schied am 15. Februar 1874 aus dem Friedrich-Wilhelms-Institut aus und trat später in die Preußische Armee.
Anfang Januar 1875 wurde er als Unterarzt in das Husaren-Regiment 12 aufgenommen und hier am 10. Juni 1875 mit der Wahrnehmung einer Assistenzarztstelle beauftragt. Am 23. August 1875 wurde er Assistenzarzt II. Klasse. 1879 folgte seine Kommandierung als Assistenzarzt I. Klasse vom Magdeburgischen Dragoner-Regiment Nr. 6 in eine etatmäßige Stelle beim General- und Korpsarzt des IV. Armee-Korps. Als Stabsarzt beim Infanterie-Regiment „Fürst Leopold von Anhalt-Dessau“ (1. Magdeburgischen) Nr. 26 wurde er vom 25. November 1886 bis zum 4. Juli 1892 als Hilfsreferent in die Medizinalabteilung des Preußischen Kriegsministeriums kommandiert. Anschließend erfolgte mit seiner Kommandierung zum Braunschweigischen Infanterie-Regiment Nr. 92 die Beförderung zum Ober-Stabsarzt II. Klasse. Als Divisionsarzt der 7. Division wurde er am  20. November 1900 zum Generalarzt befördert. À la suite des Sanitätskorps gestellt, war er vom 1. Oktober 1904 bis zum 1. August 1914 (Beginn des Ersten Weltkriegs) Ärztlicher Direktor der Charité. Er war zusätzlich ab 1906 Sanitätsinspekteur und erhielt Mitte Mai 1910 den Professorentitel. Im selben Jahr verfasste er die Jubiläumsschrift der Charité.
Im Ersten Weltkrieg war er Ober-Generalarzt (Beförderung am 12. Mai 1911) beim II. Armee-Korps.
Scheibe saß als etatmäßiges Mitglied im wissenschaftlichen Senat der Kaiser-Wilhelms-Akademie und war ab 1905 Mitglied des Reichsgesundheitsrates.

## Werke (Auswahl)
- Ueber Versuche mit Lagerungsvorrichtungen für die Beförderung Schwerverletzter bezw. Schwerkranker. In: Deutsche Militärärztliche Zeitschrift, XVIII. Jahrgang, Heft 5, 1889, S. 193–199.
- Die große Heilanstalt der Charité. In: Medizinische Anstalten auf dem Gebiete der Volksgesundheitspflege in Preußen, Jena, 1907, S. 318–372.
- gemeinsam mit Rudolf Salzwedel: Handbuch der Krankenpflege: zum Gebrauche für Krankenpflegeschulen sowie zum Selbstunterricht. Hirschwald, Berlin, 1909.
- 1710–1910: Zweihundert Jahre des Charité-Krankenhauses zu Berlin. In: Charité-Annalen, Jahrgang 34, 1910.